# 白井将文
白井 将文（しらい まさふみ、1932年 - ）は、日本の泌尿器科学者、東邦大学名誉教授。
大阪府生まれ。1965年東北大学大学院医学研究科修了、医学博士。東邦大学医学部教授、のち名誉教授、日本性機能学会理事長、日本思春期学会理事長、財団法人博慈会記念総合病院顧問。専攻は泌尿器科学、特にアンドロロジー（男性科学）。EDなどの性機能障害研究の第一人者。

## 著書
- 男子性器疾患の診断と治療 宍戸仙太郎共著 南江堂 1970
- 症状よりみた男子性器疾患のすべて 新興医学出版社 1977.3 (新興医学双書)
- インポテンスの臨床 金原出版 1978.5 (新臨床医学文庫)
- インポテンス診療の実際（編）金原出版 1992.6 (泌尿器科mook)
- アンドロロジーマニュアル（編著）新興医学出版社 1994.8
- 男子性機能障害 正しい知識と診療の実際 永井書店 2001.4
- 性機能障害 2001.8 (岩波新書)
- ED 心と体のメカニズム 講談社 2002.6 (健康ライブラリー)
- 思春期男子の生理Q&Aそのポイント 思春期保健相談に携わる方に必ずおさえてほしい 日本家族計画協会 2004.2
- 男性更年期障害 その関連領域も含めたアプローチ（編著）新興医学出版社 2008.5